# 澳門巴士6A路線
澳門巴士6A路線是由澳巴經營，往返永寧廣場和山頂醫院的巴士路線。

## 簡介及歷史
- 2013年9月28日，交通事務局將6路線分拆為6A和6B。[1][2]

- 2013年12月1日，為了方便市民前往山頂醫院，並配合山頂醫院新急診大樓投入服務，新增停靠「山頂醫院急診大樓」站。[3]

- 2015年1月31日，因進行得勝斜巷隧道工程，得勝斜巷封閉，暫不停靠「得勝斜巷」站，改行海邊馬路、得勝馬路之後直接停靠「東望洋新街」站。[4]

- 2015年6月12日，因為新雅馬路行車天橋開通，駛至「慕拉士巷」站後，改經八達新邨和澳門日報新開轉右路口上行車天橋，取消停靠「慕拉士／飛通大廈」站。[5]

- 2015年7月10日，土地工務運輸局進行「山邊街美化及新口岸和松山行人通道計劃」工程，經檢視該處各項臨時交通安排及聽取居民意見，臨時停靠「粵華中學」站。[6]

- 2015年11月25日，慕拉士大馬路與新雅馬路行車天橋交界實施臨時交通安排，臨時停靠「慕拉士／飛通大廈」站。[7]

- 2016年4月23日，取消停靠「土地廟前地」站，新增停靠「沙梨頭／華寶工業大廈」站。[8]

- 2016年7月2日，因慕拉士大馬路右轉上新雅馬路行車天橋導致東北大馬路往慕拉士大馬路大塞車，及後禁止在慕拉士右轉上新雅馬路行車天橋路口，恢復停靠「慕拉士／飛通大廈」站。同日，早前因配合得勝斜巷工程而臨時調整的巴士路線安排還原，恢復停靠「得勝斜巷」站，取消停靠「粵華中學」站。[9]

- 2016年11月5日，因為重整祐漢區巴士站分佈，取消停靠「翡翠廣場」、「祐漢公園」、「看台街／中銀」、「永寧廣場」站，改停靠「中心街」。[10]

- 2016年12月10日，「順景廣場總站」改名為「永寧廣場總站」。 [11]

- 2017年4月9日，取消停靠「祐漢第二街」站，改停靠新設的「長壽大馬路／勝意樓」站。[12]

- 2019年3月1日，配合慕拉士大馬路公共房屋項目施工及考慮乘客的候車安全，取消「慕拉士／發電廠」站。

- 2019年4月6日，為配合“內港北雨水泵站箱涵渠建造工程”，暫不停靠“十六浦”站。

- 2019年7月27日起，多個巴士站開始改名：
  - “得勝斜巷”站改名為“得勝斜路”；
  - “水上街市”站改名為“沙梨頭街市”。

- 2019年8月31日，因“內港北雨水泵站箱涵渠建造工程”完工，恢復原線停靠。

- 2020年12月底至2021年初，受慕拉士大馬路下水道工程影響，暫不停靠「慕拉士／飛通大廈」站。

- 2021年5月4日至28日，因加思欄新馬路道路工程影響，期間“愕斜巷／山頂醫院”、“加思欄花園”站暫停使用，改停靠“東望洋斜巷”、“水坑尾／公共行政大樓”站。

- 2021年11月27日起，“慕拉士馬路／望廈”站更名為“慕拉士馬路／望善樓”。[13]

- 2022年6月23日至12月31日，因應羅理基博士大馬路行人天橋優化工程，暫不停靠“治安警察局”，改停靠位於上海街附近的臨時站。[14]

- 2022年6月24日01:00至29日，因應翡翠廣場實施封控措施，「中心街」站暫停使用。[15]

- 2022年7月11日至17日，本線改以特別巴士專線方式營運，僅供特許人士乘搭。[16][17]

- 2022年7月18日至22日，因宣佈延長“相對靜止管理”措施，本線維持上述措施。[18]

- 2023年7月3日起，為理順和明確巴士站名稱，“新馬路／永亨”站改名為“新馬路／華僑”。[19]

- 2024年9月7日起，「加思欄花園」站改名為「加思欄／公共衛生專科大樓」。

- 2025年4月18日起，新增停靠“望信樓”站。[20]

## 使用車輛
2016年7月前：
- 五州龍FDG6751G
- 日野RX4JFKA

2022年2月28日前，2022年3月1日-7日：
- 五州龍FDG6751G

2022年2月28日、3月8日-4月28日、30日-5月5日、5月7日-13日、15日-17日、19日-6月17日：
- 五州龍FDG6751G
- 中通LCK6759SHEVG

2022年4月29日、5月6日、14日、18日：
- 中通LCK6759SHEVG

2022年6月18日-29日：
- 五州龍FDG6751G
- 中通LCK6759SHEVG
- 三菱Rosa（例假日限定）

2022年6月30日起：
- 中通LCK6759SHEVG
- 三菱Rosa（例假日限定）

2024年8月1日起：
- 中通LCK6759SHEVG

## 電牌
| 往祐漢方向       | 往祐漢方向 | 往祐漢方向 |
| 日期             | 頭牌       | 圖例       |
| ---------------- | ---------- | ---------- |
| 2016年12月10日前 | 順景廣場   |            |
| 2016年12月10日起 | 永寧廣場   |            |
| 往中區方向       |            |            |
| 日期             | 頭牌       | 圖例       |
| 開線至今         | 山頂醫院   |            |
| 大賽車期間       | 八角亭     |            |

## 路線資料

### 收費
| 收費類別     | 收費類別                      | 收費類別             | 費用 |
| ------------ | ----------------------------- | -------------------- | ---- |
| 現金         | 現金                          | 現金                 | $6.0 |
| 境外支付工具 | 支付寶（內地及香港）          | 支付寶（內地及香港） | $6.0 |
| 境外支付工具 | 雲閃付 非綁定澳門銀聯卡       |                      | $6.0 |
| 境外支付工具 | 微信支付（內地及香港）        |                      | $6.0 |
| 境外支付工具 | 交通聯合 非澳門發行的全國通卡 |                      | $6.0 |
| 境內支付工具 | 澳門通                        | 全民卡               | $3.0 |
| 境內支付工具 | 澳門通                        | 學生卡               | $1.5 |
| 境內支付工具 | 澳門通                        | 長者卡               | 免費 |
| 境內支付工具 | 澳門通                        | 殘疾卡               | 免費 |
| 境內支付工具 | 聚易用＋                      | 聚易用＋             | $3.0 |

### 服務時間及班距
| 服務時間                     | 服務時間     | 星期一至六  | 星期日 （含公眾假期） |
| ---------------------------- | ------------ | ----------- | --------------------- |
| 永寧廣場總站                 | 永寧廣場總站 | 06:10-23:35 | 06:10-23:35           |
| 班距                         | 尖峰         | 8-15分鐘    | 10-15分鐘             |
| 班距                         | 離峰         | 12-15分鐘   | 12-15分鐘             |
| 懸掛8號風球後1小時開出尾班車 |              |             |                       |

### 路線停站
| 6A   | 永寧廣場 ↺ 山頂醫院 | 永寧廣場 ↺ 山頂醫院      |
| 序號 | 循環線              | 循環線                   |
| 序號 | 站號                | 站名                     |
| 1    | M214                | 永寧廣場總站             |
| 2    | M220/2              | 祐漢街市                 |
| 3    | M224                | 永康街／麗華             |
| 4    | M30                 | 黑沙環第五街             |
| 5    | M36/2               | 慕拉士巷                 |
| 6    | M48                 | 慕拉士／飛通大廈         |
| 7    | M47/2               | 新雅馬路／母親會         |
| 8    | M61/1               | 二龍喉公園               |
| 9    | M84/2               | 高士德／培正             |
| 10   | M99                 | 高士德／紅街市           |
| 11   | M111                | 昌明花園                 |
| 12   | M112                | 沙梨頭／華寶工業大廈     |
| 13   | M127                | 海邊新街                 |
| 14   | M125                | 栢港停車場               |
| 15   | M135/2              | 新馬路／大豐             |
| 16   | M167                | 南灣大馬路／時代         |
| 17   | M168                | 八角亭                   |
| 18   | M164                | 加思欄馬路               |
| 19   | M151                | 山頂醫院急診大樓         |
| 20   | M150                | 得勝斜路                 |
| 21   | M145/1              | 愕斜巷／山頂醫院         |
| 22   | M165                | 加思欄／公共衛生專科大樓 |
| 23   | M202                | 南光大廈                 |
| 24   | M157/2              | 治安警察局               |
| 25   | M173/1              | 約翰四世大馬路           |
| 26   | M134                | 新馬路／華僑             |
| 27   | M132/2              | 十六浦                   |
| 28   | M129                | 沙梨頭街市               |
| 29   | M114                | 沙梨頭海邊街             |
| 30   | M113                | 提督／紅街市             |
| 31   | M98                 | 高士德／連勝             |
| 32   | M88                 | 高士德／賈伯樂           |
| 33   | M59                 | 荷蘭花園                 |
| 34   | M45                 | 荷蘭園／栢蕙             |
| 35   | M46/2               | 鮑思高球場               |
| 36   | M54                 | 電力公司                 |
| 37   | M56                 | 望信樓                   |
| 38   | M35/2               | 慕拉士馬路／望善樓       |
| 39   | M28/1               | 黑沙環馬路               |
| 40   | M227                | 長壽大馬路／勝意樓       |
| 41   | M244                | 中心街                   |
| 42   | M214/1              | 永寧廣場總站             |

### 賽車期間路線停站
| 6A   | 永寧廣場 ↺ 八角亭 | 永寧廣場 ↺ 八角亭    |
| 序號 | 循環線            | 循環線               |
| 序號 | 站號              | 站名                 |
| 1    | M214              | 永寧廣場總站         |
| 2    | M220              | 祐漢街市             |
| 3    | M224              | 永康街／麗華         |
| 4    | M30               | 黑沙環第五街         |
| 5    | M47               | 新雅馬路／母親會     |
| 6    | M61               | 二龍喉公園           |
| 7    | M84               | 高士德／培正         |
| 8    | M99               | 高士德／紅街市       |
| 9    | M111              | 昌明花園             |
| 10   | M112              | 沙梨頭／華寶工業大廈 |
| 11   | M127              | 海邊新街             |
| 12   | M125              | 栢港停車場           |
| 13   | M135              | 新馬路／大豐         |
| 14   | M167              | 南灣大馬路／時代     |
| 15   | M168              | 八角亭               |
| 16   | M202              | 南光大廈             |
| 17   | M157              | 治安警察局           |
| 18   | M173              | 約翰四世大馬路       |
| 19   | M134              | 新馬路／華僑         |
| 20   | M132              | 十六浦               |
| 21   | M129              | 沙梨頭街市           |
| 22   | M114              | 沙梨頭海邊街         |
| 23   | M113              | 提督／紅街市         |
| 24   | M98               | 高士德／連勝         |
| 25   | M88               | 高士德／賈伯樂       |
| 26   | M59               | 荷蘭花園             |
| 27   | M45               | 荷蘭園／栢蕙         |
| 28   | M43               | 螺絲山公園           |
| 29   | M40               | 福海花園             |
| 30   | M28               | 黑沙環馬路           |
| 31   | M227              | 長壽大馬路／勝意樓   |
| 32   | M244              | 中心街               |
| 33   | M214              | 永寧廣場總站         |

- 粗體字為大賽車期間臨時停靠站點

## 批評

### 車型轉為中通小巴，座位變少
- 2022年3-4月，不少市民在澳門電台《澳門講場》節目上，反映澳巴中通新型小巴不便乘客乘搭，其座位數量太少，在行駛於途經舊區及山頂醫院的路線，因這些區域均為多長者乘搭，很多時長者上車後都沒位坐；上落車位置梯級較高及車廂後部分台階很多，對長者及殘障人士上車造成極大不便；低地台設計卻沒有輪椅設施；新小巴唯一值得稱讚的是落車位置及座位較以往寬敞，其他設施均不如舊車舒適等等。更有電台嘉賓指巴士公司未有從使用者角度考慮購買，其企業社會責任有問題。對此，澳巴回應指相當重視車廂環境與乘客的搭乘體驗。自新巴士合同執行首年以來，澳巴就積極落實開展有關新巴士購置工作，包括考慮澳門的道路環境、車輛配置情況、環保安全等各方面情況，以購置適用於澳門運輸市場的全新巴士。澳巴本次引進之7.5米增程式電動巴士，是澳門史上首批低地台入口的公共小巴車輛，對比過往澳門市面上的公共小巴車輛，該款增程式小巴在車廂設計上實現了零的突破。新車採用一級踏步的低入口兩開門設計，配置到站開門自動側跪功能，有效提升車廂舒適度，以及方便乘客上落車。但由於當前小巴路線受澳門路窄急彎的道路環境影響，車身尺寸只能局限於寬度不超過2.1米以及車身長度在7.5米左右，否則不能滿足通行條件，亦因此導致了車廂內可設立座位的位置有限，以及暫未能滿足設立輪椅位置的需求。但澳巴會繼續保持進行相關調研工作，為未來選購符合澳門路面使用標準的巴士的同時，讓車廂設計更進一步得到提升，更進一步改善市民乘客的巴士乘搭體驗，致力滿足各類乘客的出行需求。[21]

- 2024年7月5日，有乘客反映因現時乘坐本線的人流眾多、走線冗長且多為民生區，並途經學校、醫院等人多的目的地，每逢上下課／求診時段時，又多長者及學生，很多時連站位也沒有，乘車體驗差且危險，因為客量眾多，現時使用的小巴根本無法滿足使用需求，故請求巴士公司考慮更換車型（明白因途經路段較狹窄，但是否可以換成中巴）、增加班次或開設快線（如早前的臨時紅街市接駁車路線），以緩解乘車需求。澳巴在個案跟進中表示，由於道路通行條件限制，故未能更換中、大巴行駛本線。惟澳巴會密切留意相關路線運作情況及客況需求，結合實際營運情況調配車輛，適時加密班次，以滿足乘客出行需求。[22]

- 2024年11月24日，立法會議員李良汪議員向特區政府提出書面質詢，本澳部分巴士車型因受道路寬度及地理環境限制，無法使用較大體積的車型，如本線更換車型後，車廂變小影響載客量，且班次密度未符合實際需求，加上本線途經多個站點載客，經常遇到“上車難” 問題。除加密班次外，當局會否引入更多符合本澳街道條件且車廂容量較大的車型，讓承載量更能滿足實際需要。[23]交通事務局林衍生在12月3日回應指，一直要求巴士公司加強於高峰時段的資源、班次和疏導，也持續推動巴士公司研創更多適合本澳空間條件運行的巴士車型 。[24]

## 圖片集

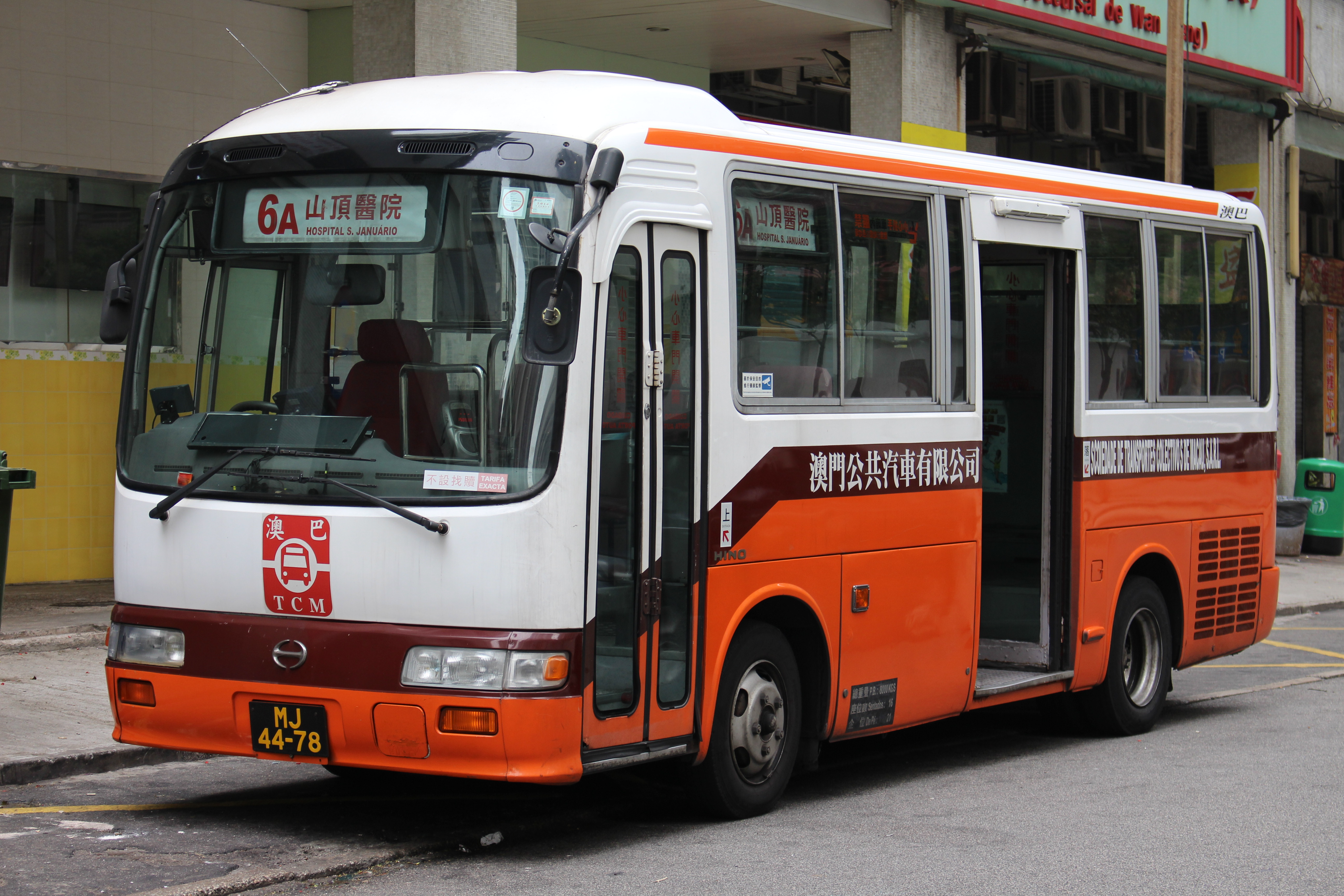
Hino RX
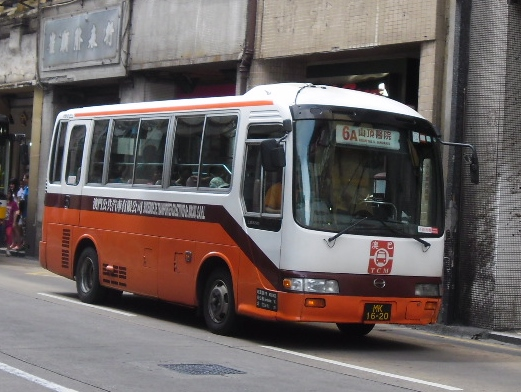
Hino RX
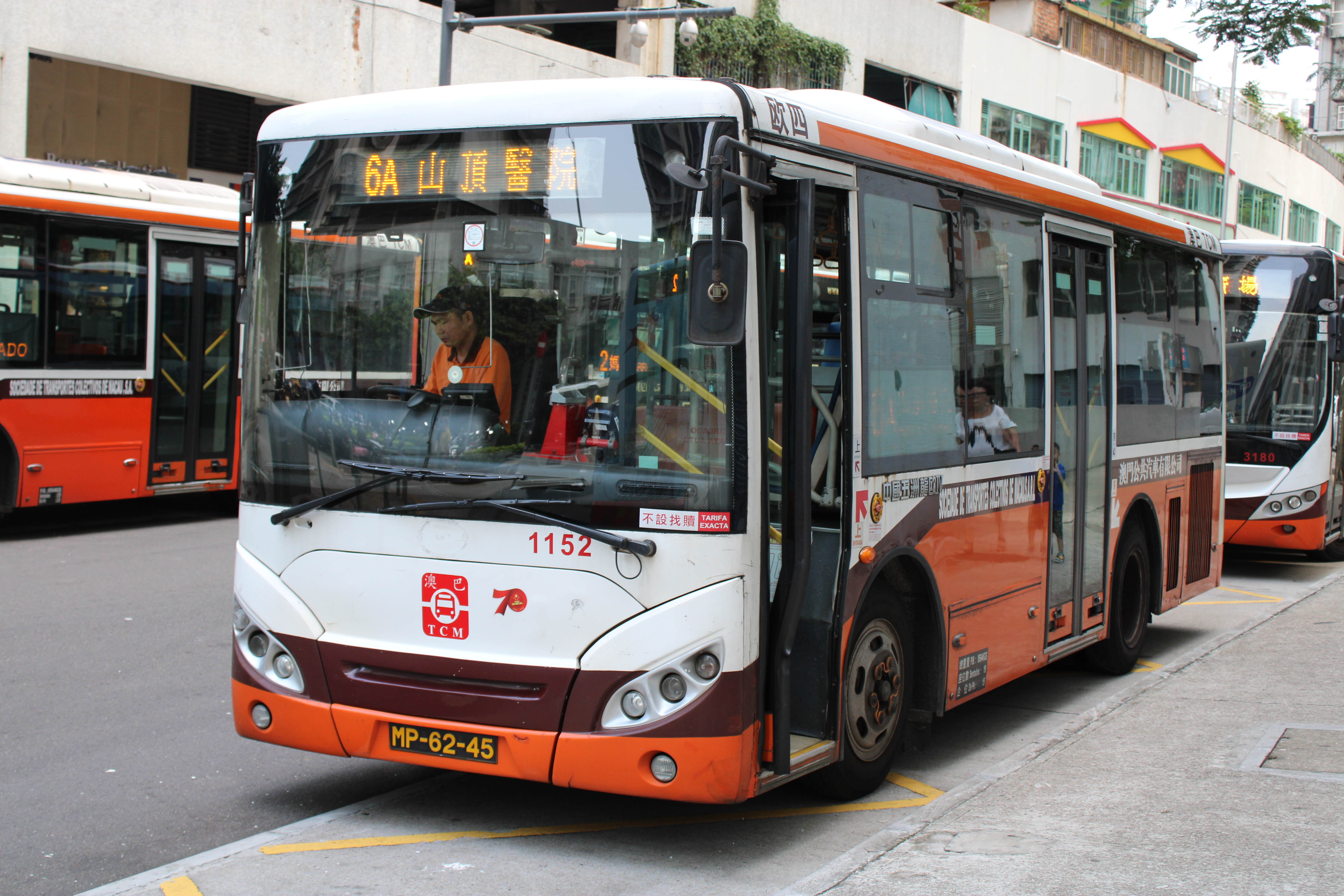
五洲龍FDG6751G
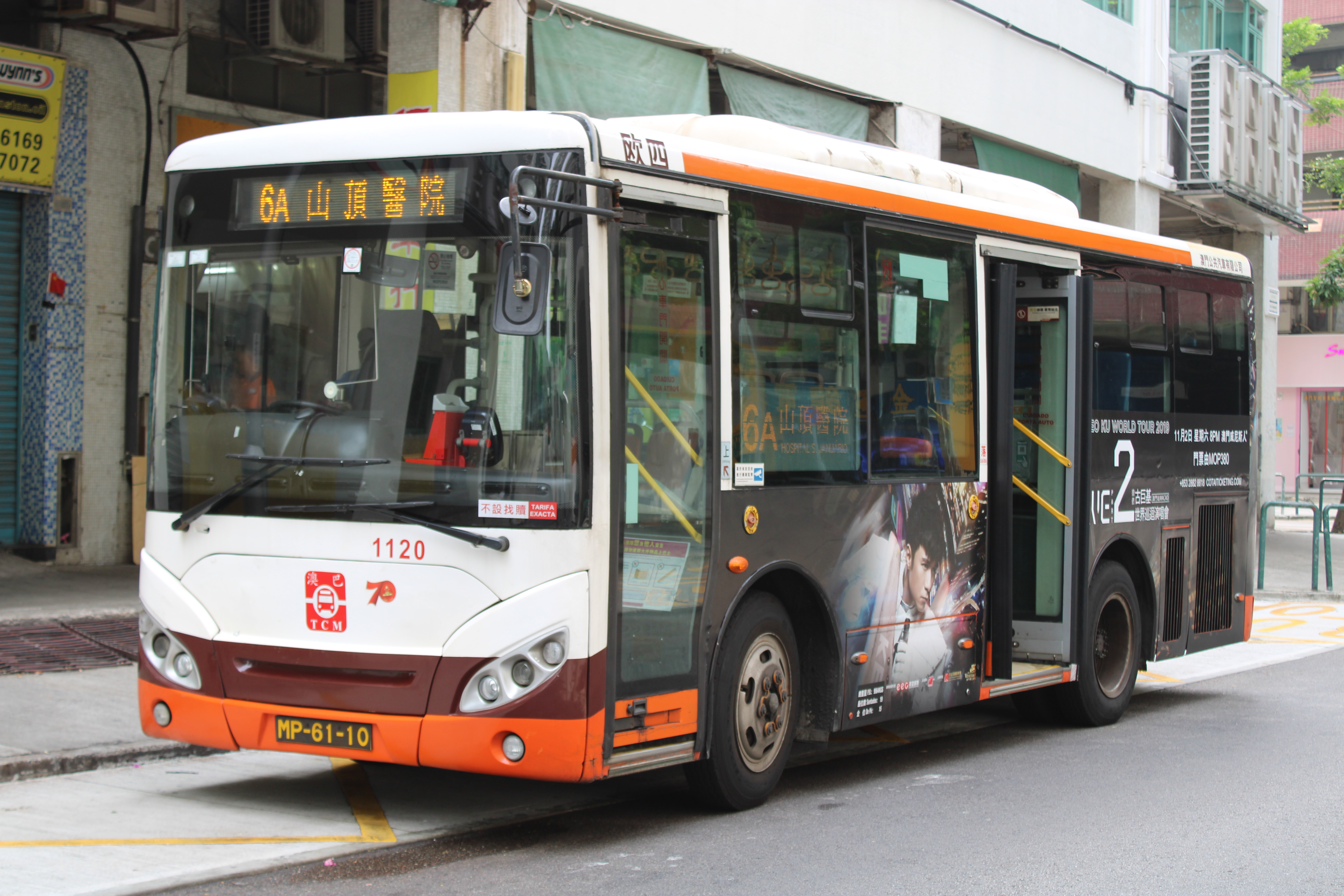
五洲龍FDG6751G
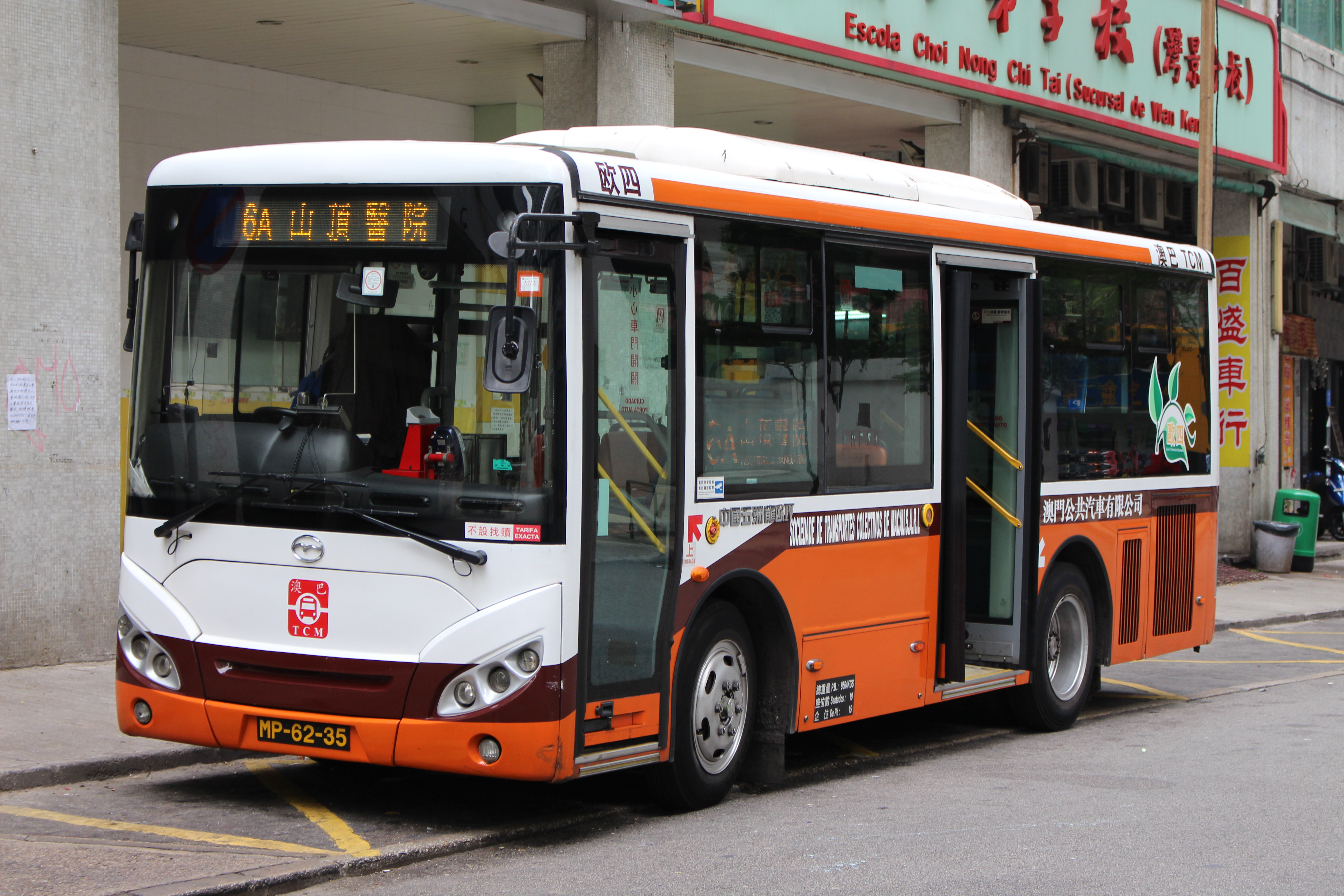
五洲龍FDG6751G
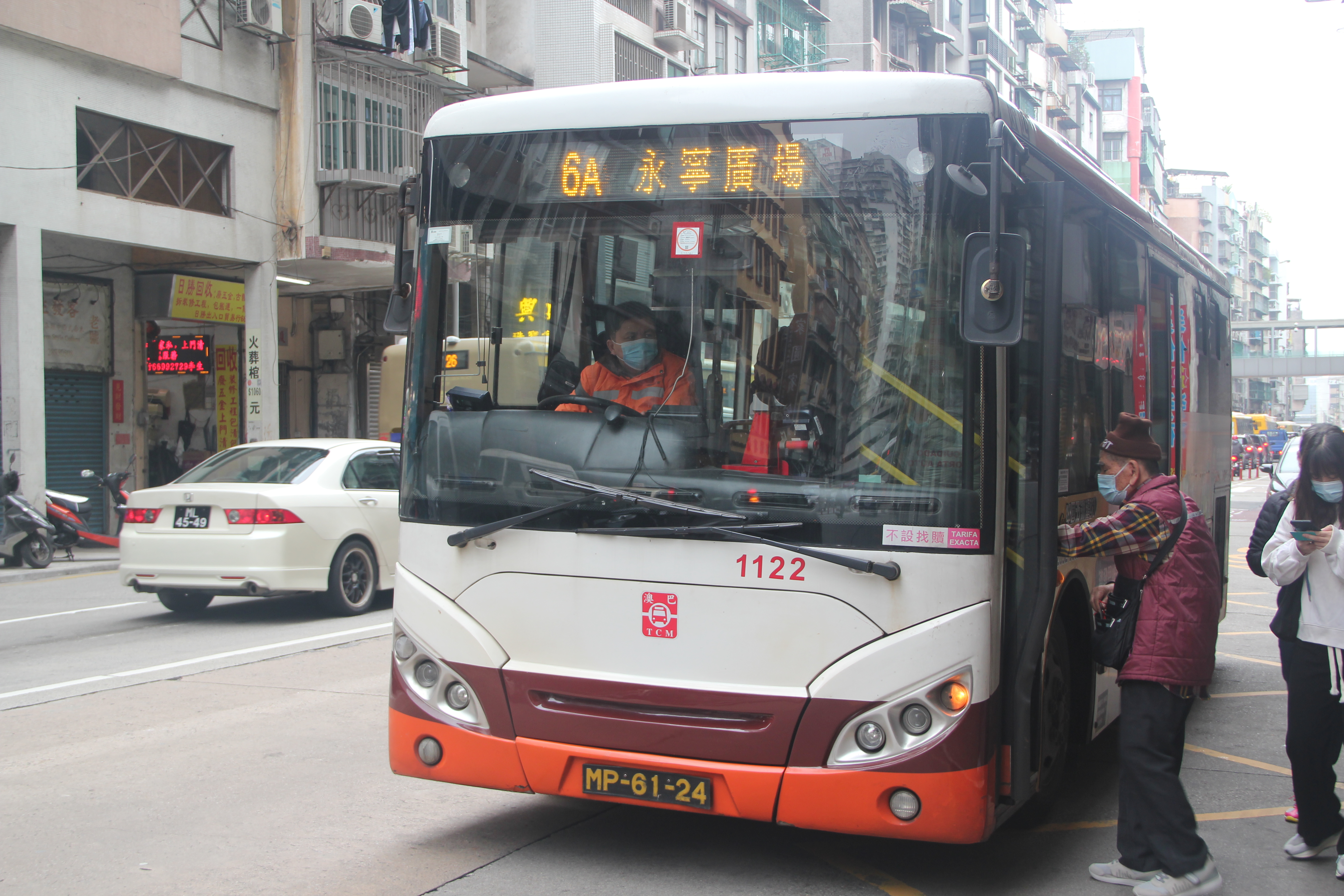
五洲龍FDG6751G
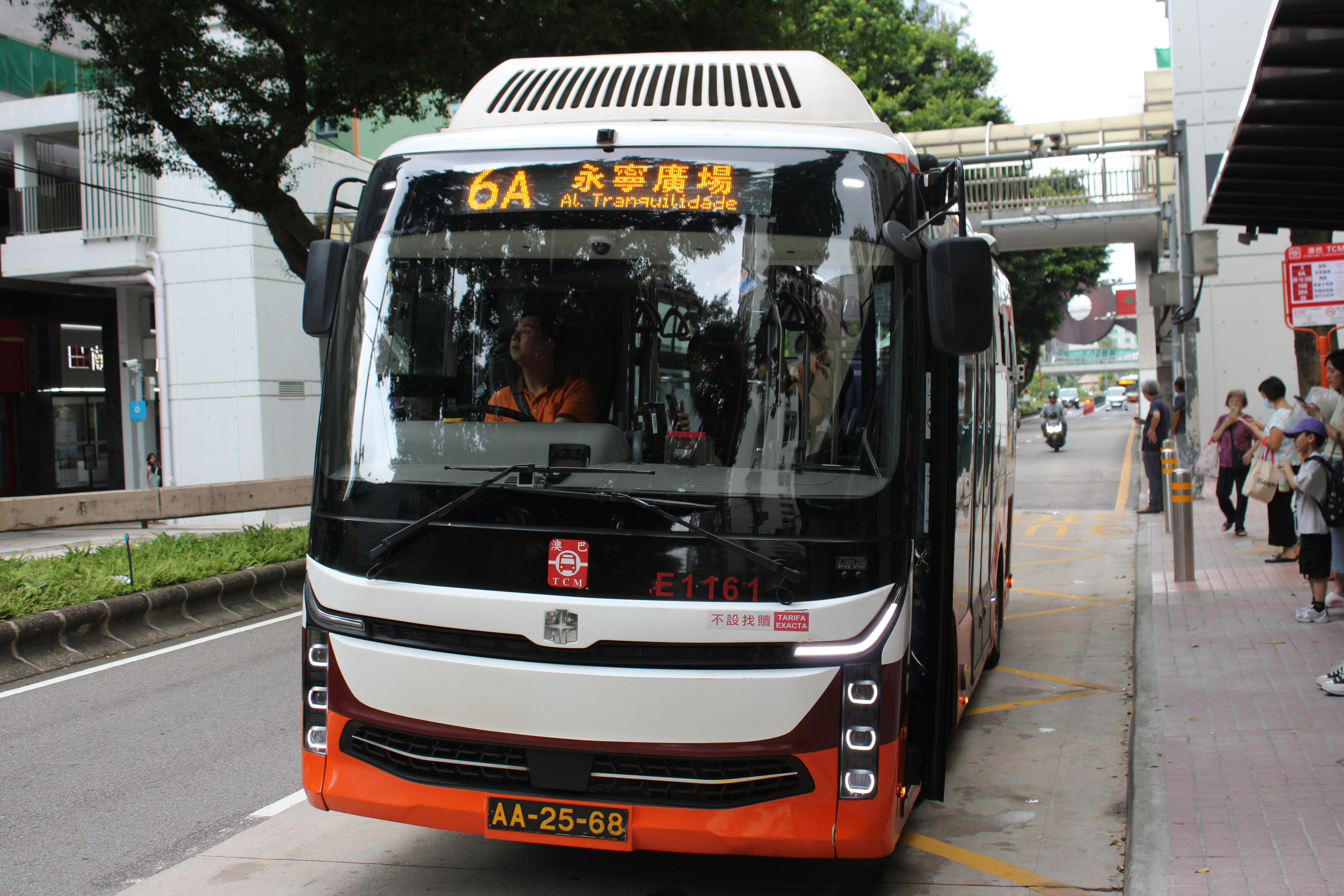
中通LCK6759SHEVG
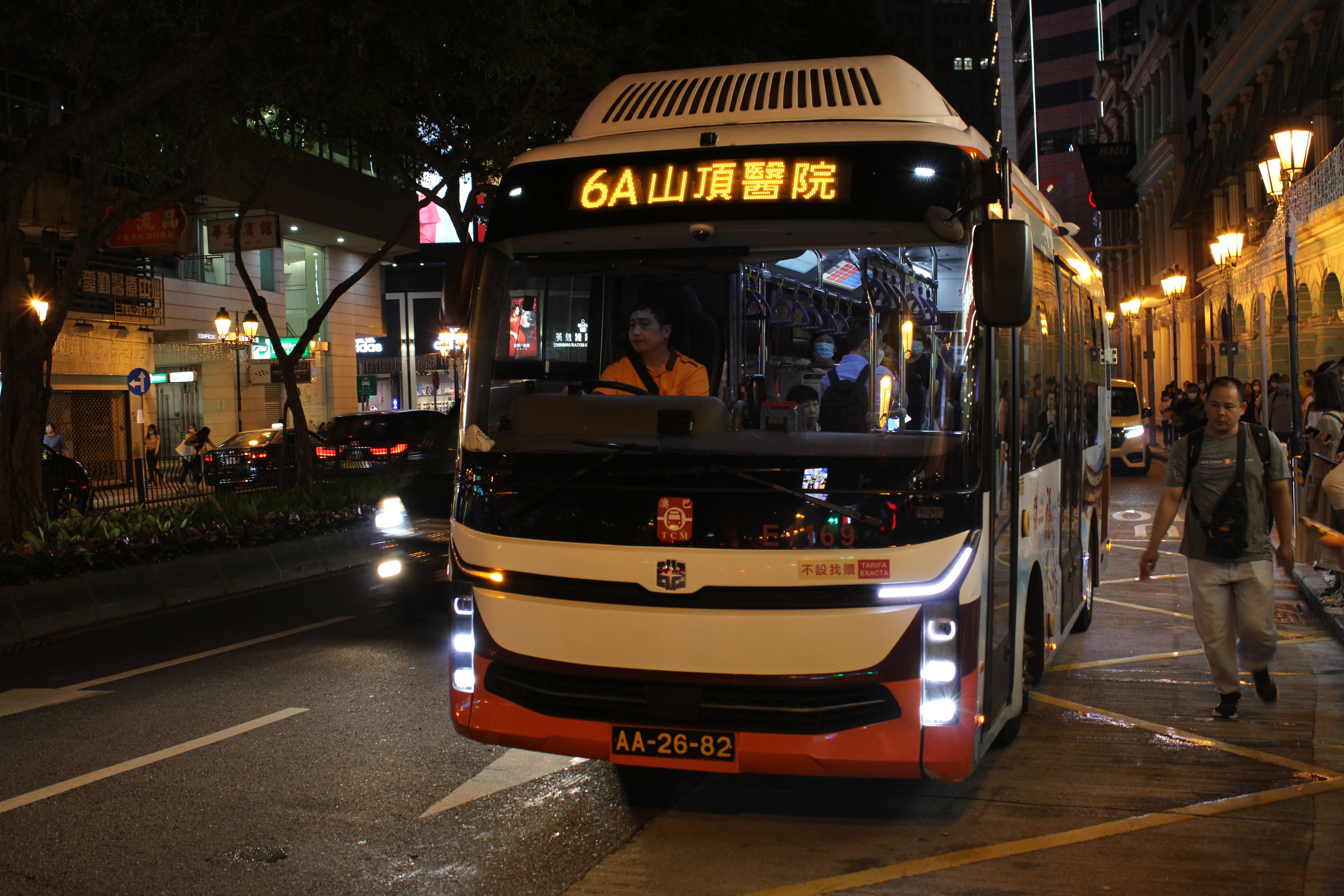
中通LCK6759SHEVG
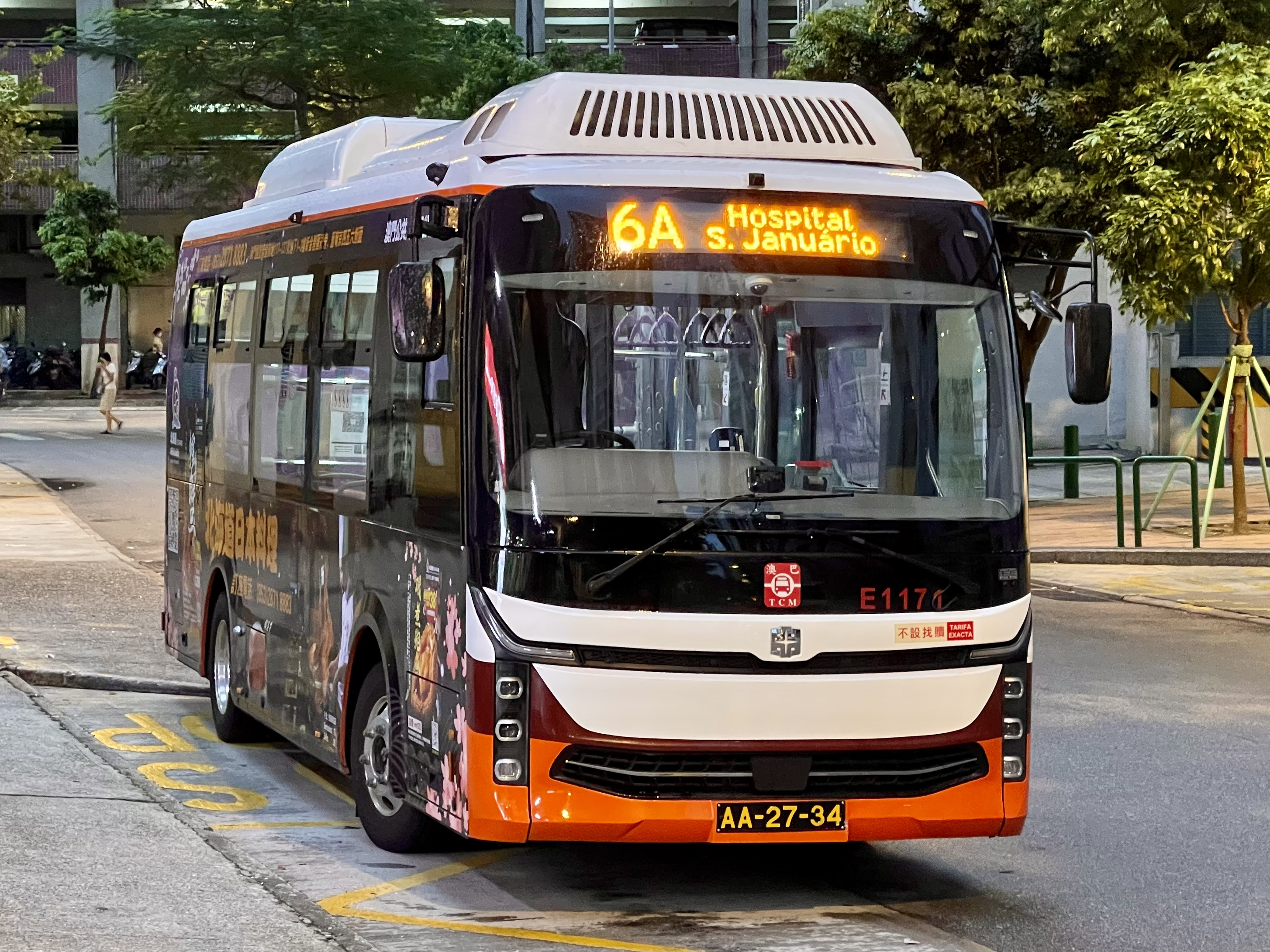
中通LCK6759SHEVG
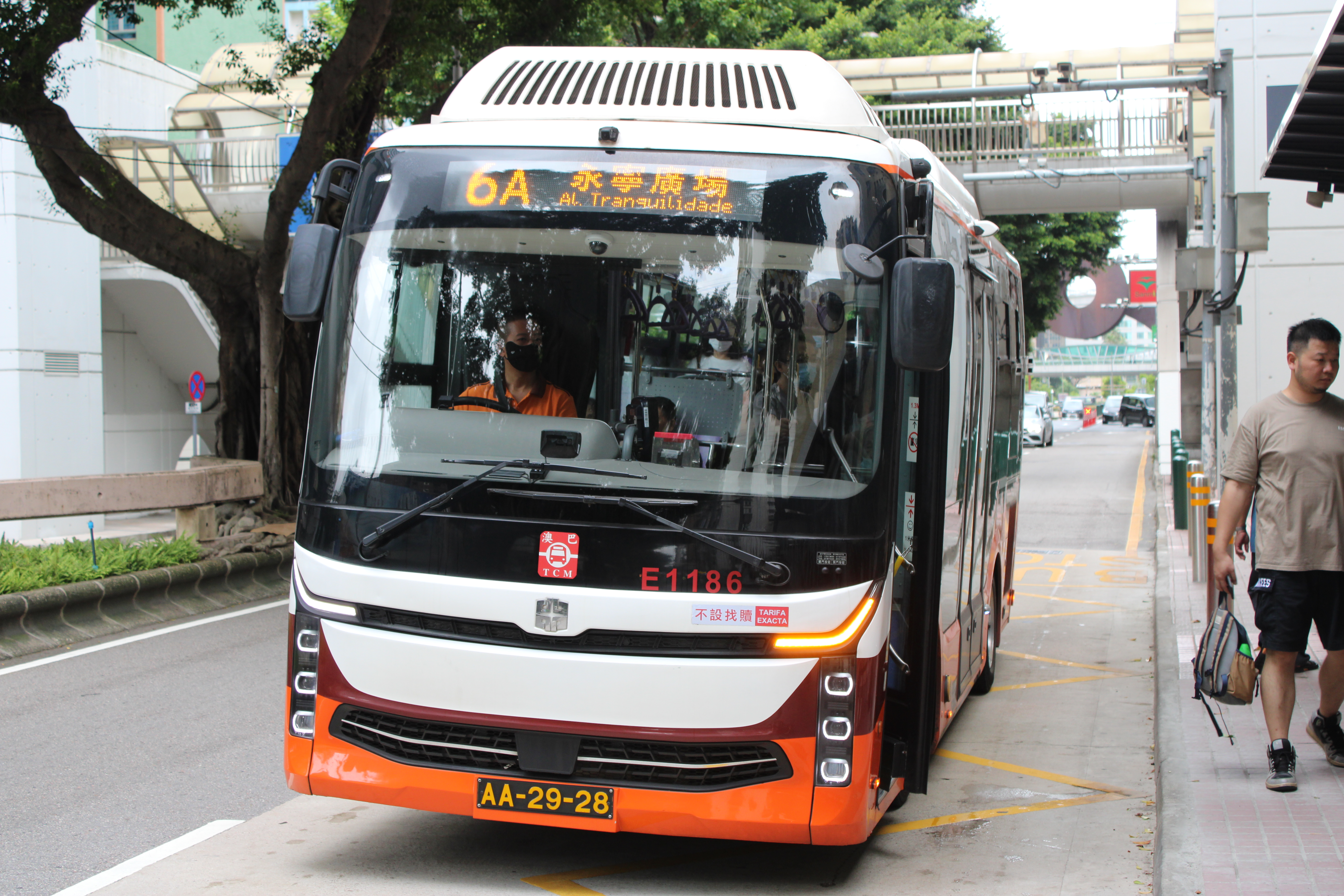
中通LCK6759SHEVG
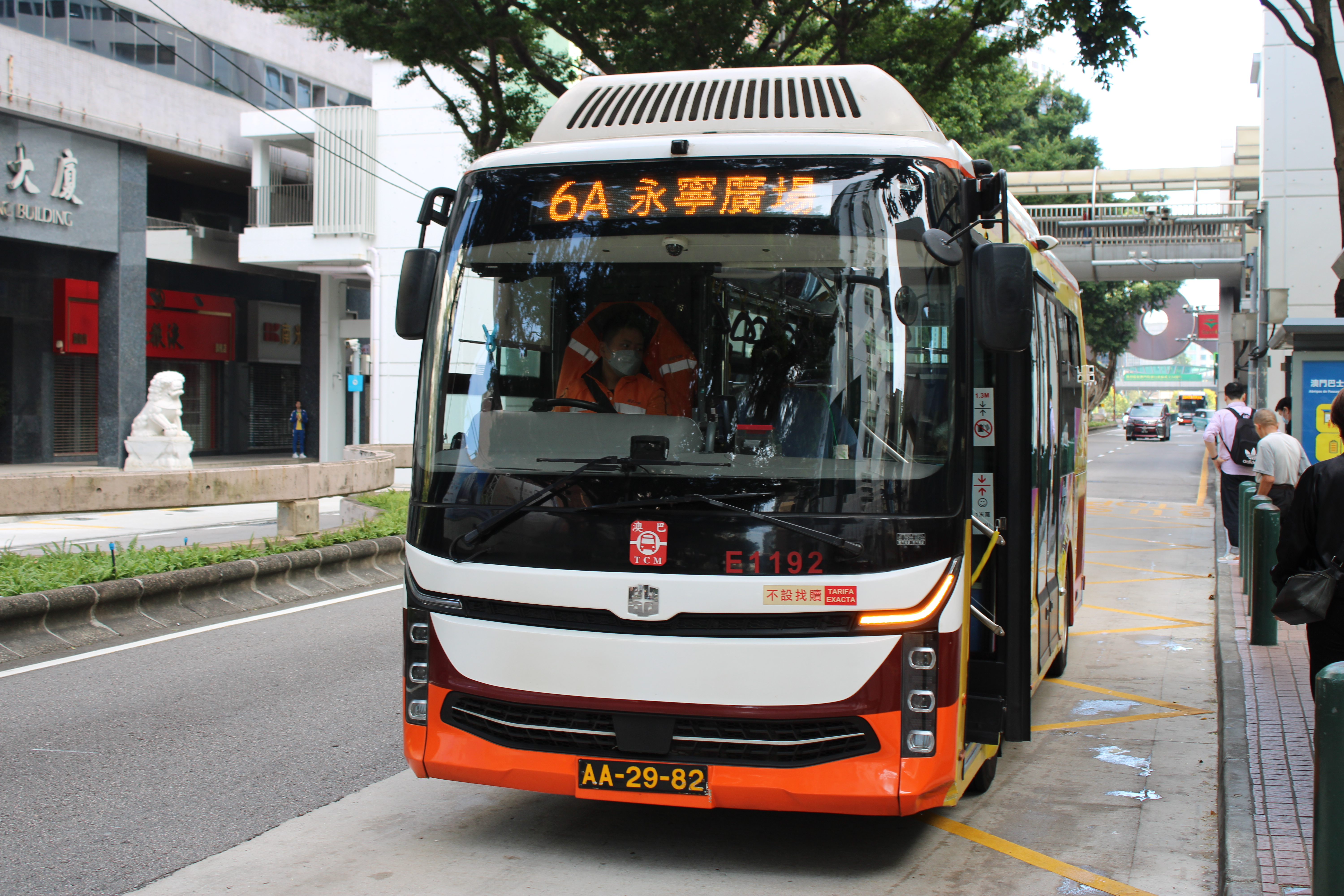
中通LCK6759SHEVG
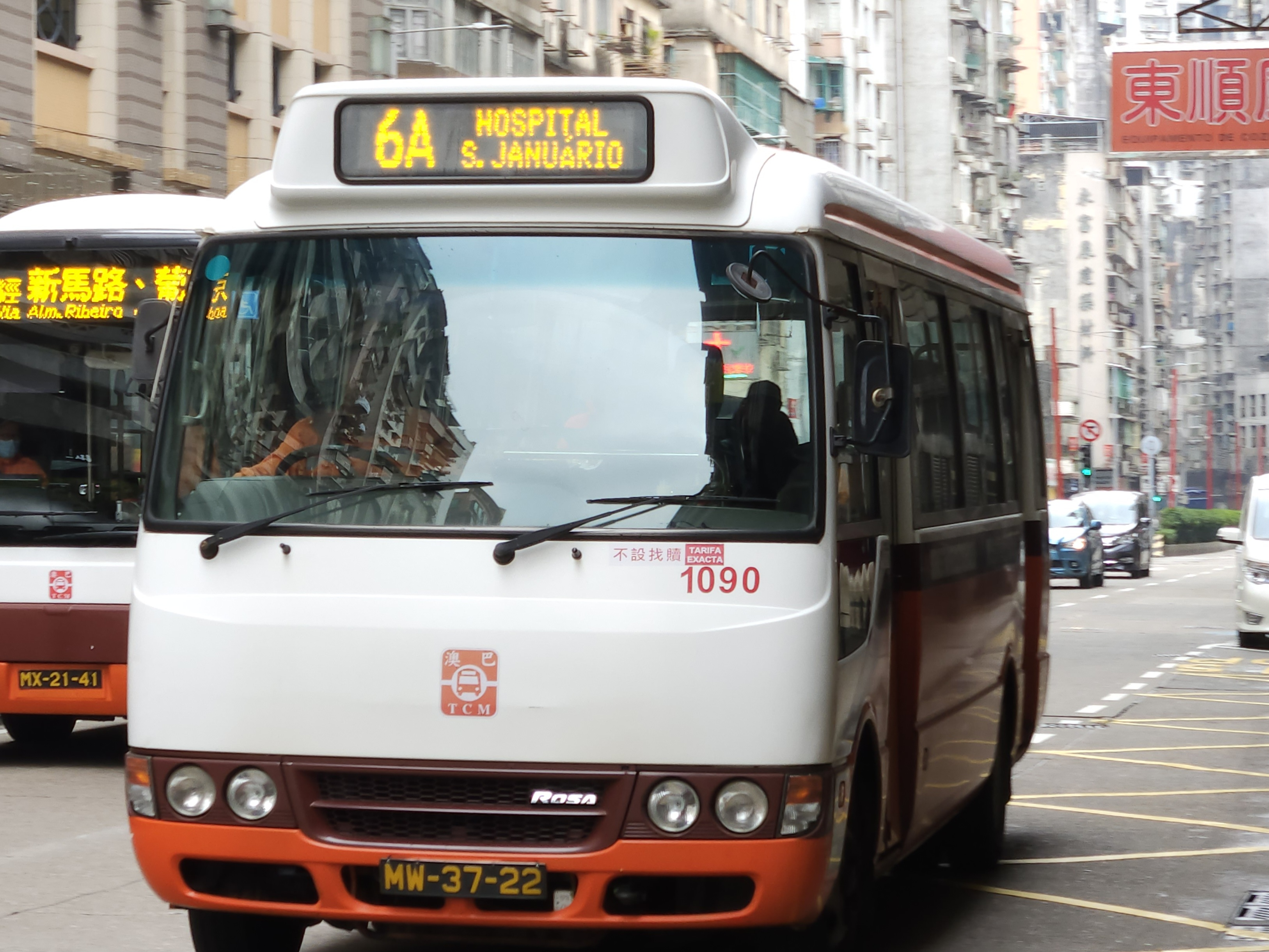
三菱Rosa
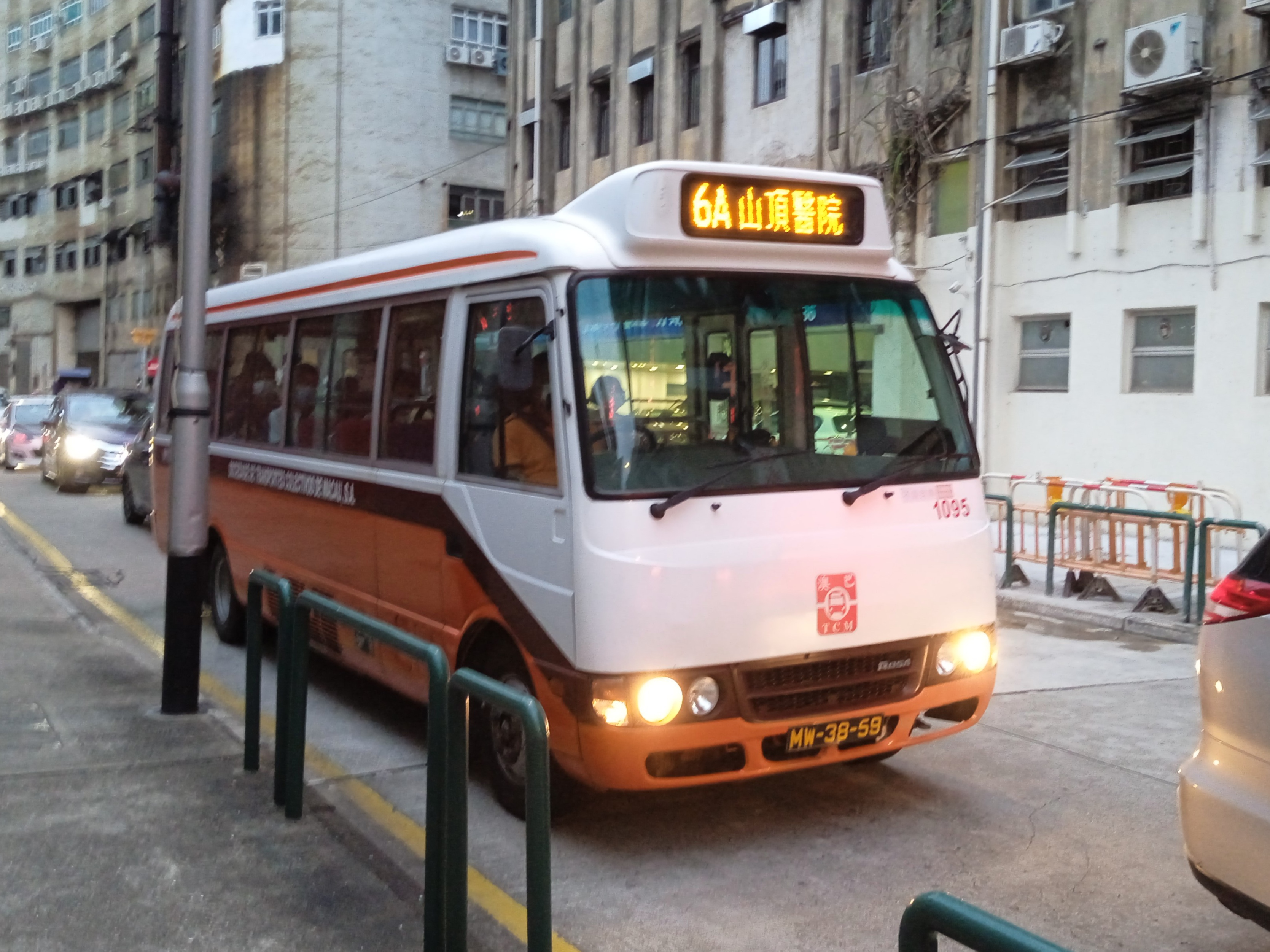
三菱Rosa
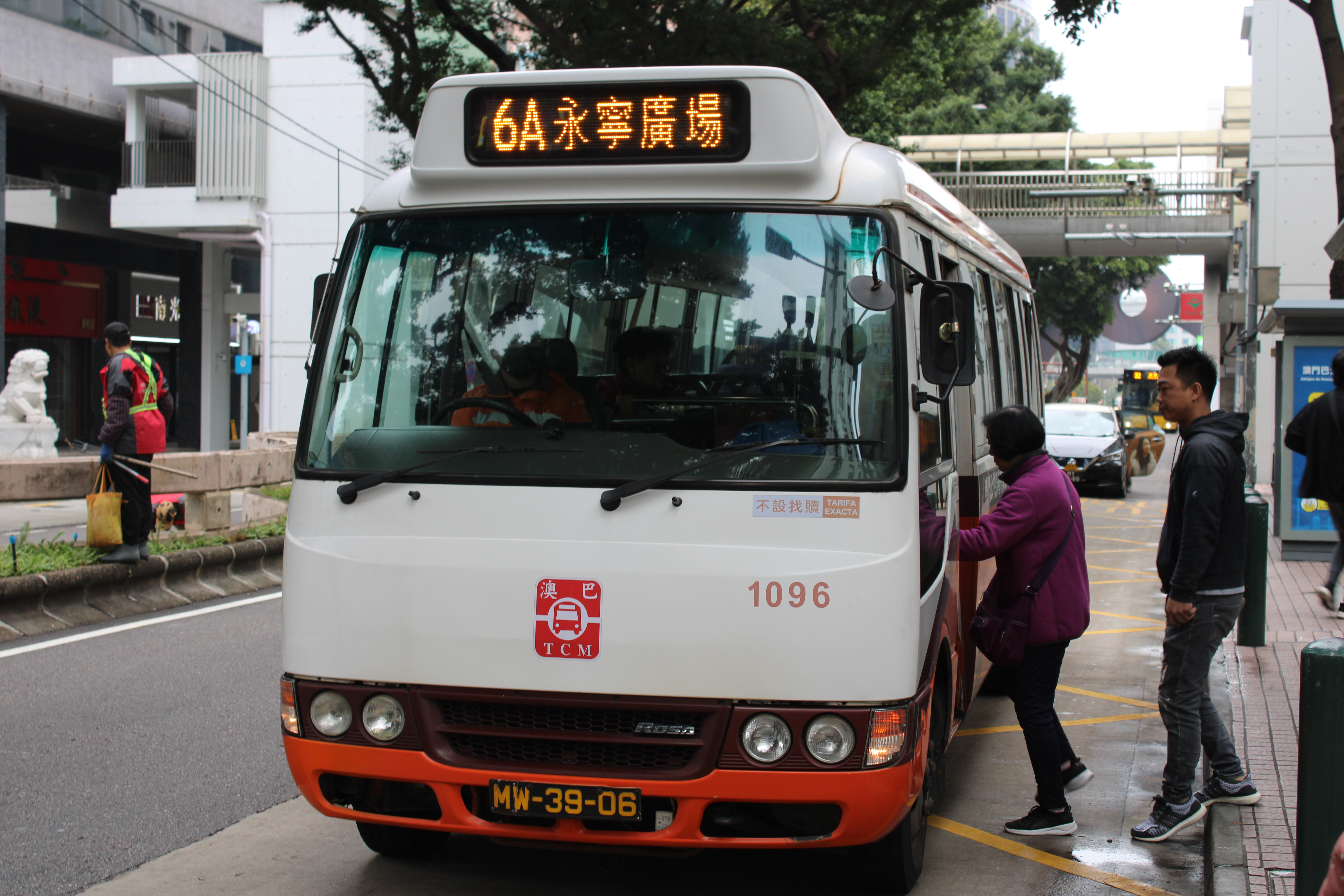
三菱Rosa

## 外部連結
- 澳門公共汽車股份有限公司（官方網站） （页面存档备份，存于）